# Mvomeka’a
Koordinaten: 3° 7′ 0″ N, 12° 16′ 0″ O
Mvomeka’a ist ein Dorf in der Provinz Sud in Kamerun.

## Lage
Der Ort liegt etwa 20 km nordöstlich von Sangmélima. Die Hauptstadt Yaoundé befindet sich in etwa 80 km Luftlinie im Nordwesten. Die dort lebenden Menschen gehören mehrheitlich dem Volk der Bulu an, die mit den Ewondo, Eton und Mangissa sprachlich und kulturell eng verwandt sind und die gemeinsame Gruppe der Beti bilden. Mvomeka’a liegt im frankophonen Teil Kameruns.

## Besonderheiten
Das Dorf ist der Geburtsort von Kameruns amtierendem Präsidenten Paul Biya. Biyas erste Frau Jeanne-Irène Biya fand hier ihre letzte Ruhestätte. In Mvomeka’a gibt es ein Gymnasium.